# Rolf Hind
Pour les articles homonymes, voir Hind.
Rolf Hind, né en 1964 à Londres (Royaume-Uni), est un pianiste et compositeur britannique,.

## Biographie
Rolf Hind naît à Londres d'une mère allemande et d'un père anglais. Il étudie au Royal College of Music de Londres et à l'Université de Californie à Los Angeles, pour le piano avec Kendall Taylor, John Barstow, John Constable et Johanna Harris et, pour la composition, avec Edwin Roxburgh et Jeremy Dale Roberts.
Il est chercheur associé et enseigne à la Guildhall School of Music and Drama (piano, composition) et à la Royal Academy of Music ainsi qu'à la Brunel University, Dartington Summer School et dans des conservatoires à travers l'Europe et l'Asie.
Ses tournées le mène de Carnegie Hall aux Proms alors qu'il joue sur toutes les grandes scènes et festivals internationaux.
Spécialiste du répertoire des XXe et XXIe siècles, Rolf Hind travaille avec de nombreux compositeurs dont il crée les œuvres, tels que John Adams, Unsuk Chin, Tan Dun, Helmut Lachenmann, Per Nørgård, Poul Ruders, Thomas Ades, George Benjamin, Olivier Messiaen, György Ligeti, György Kurtág, Michael Finnissy, James Dillon, James MacMillan et Rebecca Saunders.
Il fait de nombreuses apparitions avec l'Orchestre symphonique de la radio danoise, l'Orchestre de la radio de Munich, l'Orchestre symphonique de Baltimore, l'Orchestre de chambre d'Europe, l'Orchestre de la radio allemande du sud-ouest, le Stockholm Sinfonietta, l'Orchestre de chambre de Vienne et des orchestres aux Pays-Bas, en Italie, Irlande, Norvège, France, Portugal et aux États-Unis sous la direction de Vladimir Ashkenazy, Simon Rattle, Leonard Slatkin, Andrew Davis, Markus Stenz, Oliver Knussen et Franz Welser-Möst.

## Discographie (sélection)
- Ligeti, Martland, Carter, Messiaen, Factory Records : FAC 256 (1989)
- Country Music (Grainger, Finnissy, Bartok, Janacek, McMillan), Factory Records (1990), réédité en 2013 par Heritage Records[4]
- Meditations - Disque d'Olivier Messiaen, United Records (1994)
- Sunleif Rasmussen - œuvres pour piano, Bridge Records, New York (1997)
- Poul Ruders - musique pour piano, Dacapo Records (2001)
- Crying Bird, Echoing Star (contient The Horse Sacrifice), London Records (2002)
- John Adams: Road Movies, Nonesuch Records (2004)
- Per Norgard/Rolf Hind: Secret Melody - œuvres pour piano, duo de piano, violon, Dacapo Records (2007)
- Simon Holt : A book of colours, NMC Recordings (2009)
- Rolf Hind : Orchestra and chamber Music, NEOS (2013)

## Composition (sélection)
Rolf Hind a écrit de nombreuses pièces pour orchestre, ensemble de chambre et instruments solistes. Ses œuvres sont éditées par Casa Ricordi.
- Maya-Sesha (2007) pour piano et orchestre, commandée par la BBC et créée par le compositeur et BBC SSO
- The Tiniest House of Time (2012) pour accordéon et orchestre, commandé par la BBC et créé par James Crabb, BBC SSO
- An Eagle Darkens the Sky (2013) pour violoncelle et piano, commande de Sophie Harris
- Sit, Stand Walk (2011) pour clarinette solo, commandé par Chroma et Spitalfields music et créé au Spitalfields Festival
- Thus Have I Heard (2014) pour piano solo, dédié à Jonathan Harvey, avec metta, commandé par St Johns Smith Square
- Air inside the cage (2012) pour piano solo, dédié à John Cage and O.R.